# Barepot
Barepot – wieś w Anglii, w Kumbrii. Leży 47 km na południowy zachód od miasta Carlisle i 416 km na północny zachód od Londynu.